# Amanvi
Amanvi è una città e sottoprefettura della Costa d'Avorio appartenente al dipartimento di Tanda. Conta una popolazione di 5 312 abitanti (censimento 2014).